# Iuput
Iuput Meriamon fue un sumo sacerdote de Amón en la ciudad de Tebas, del c. 944 a 924 a. C., durante el periodo de la Dinastía XXII del antiguo Egipto.

## Biografía
Iuput era hijo del faraón Sheshonq I. Tuvo un hijo llamado Nesijonsupajered.
Fue el sucesor del sumo sacerdote de Amón en Tebas Pasebajaenniut III y le sucedió en el cargo Sheshonq II, el hijo de Osorkon I.
Fue jefe del ejército y gobernador del Alto Egipto.

## Testimonios de su época
Mandó construir un cenotafio en Abidos.
Su imagen aparece grabada, junto a la de su padre Sheshonq I, venerando al dios Amón-Ra en los muros de «Portal Bubastita» situado en el templo de Karnak.

## Titulatura
| Titulatura | Jeroglífico | Transliteración (transcripción) - traducción - (referencias) |

| R8 | U36 | D1 · Q3 · N35 | M17 | Y5 · N35 | N5 · Z1 | M23 | X1 · Z2ss | \| \| | E9 · p · Z7 | U33 | i |
|    |     |               |     |          |         |     |           |       |             |     |   |

|  |

| R8 | U36 | D1 · Q3 · N35 | M17 | Y5 · N35 | N5 · Z1 | M23 | X1 · Z2ss | \| \| | E9 · p · Z7 | U33 | i |
|    |     |               |     |          |         |     |           |       |             |     |   |

|  |

| \| \| | E9 · p · Z7 | U33 | i |
|       |             |     |   |

|  |

| \| \| | E9 · p · Z7 | U33 | i |
|       |             |     |   |

|  |